# Philip Arnold Subira Anyolo
Philip Arnold Subira Anyolo (Tongaren, 18 maggio 1956) è un arcivescovo cattolico keniota, dal 28 ottobre 2021 arcivescovo metropolita di Nairobi.

## Biografia
Philip Arnold Subira Anyolo è nato il 18 maggio 1956 a Tongaren, Provincia Occidentale e prefettura apostolica di Eldoret (oggi nella diocesi di Kitale), nella colonia britannica del Kenya (oggi Repubblica indipendente); proveniente da una numerosa famiglia cattolica, è figlio di Dinah e Paul Anyolo.

### Formazione e ministero sacerdotale
Ha ricevuto l'istruzione primaria nel villaggio natale, servendo come ministrante nella parrocchia vicino a casa sua; qui ha incontrato il sacerdote irlandese Tom Smith che, notando la sua predisposizione, lo ha invitato ad intraprendere la via del sacerdozio. Si è così iscritto al Mother of Apostles Minor Seminary ad Eldoret, dove ha compiuto gli studi secondari ed ha ottenuto il diploma; ha avuto come insegnante e padre spirituale Noel McHenry, anche lui irlandese, che gli ha "insegnato a scoprire Dio", ed ha poi conosciuto nella sua parrocchia don Philip Sulumeti, futuro vescovo, che lo ha aiutato a capire che "servire Dio non dipendeva dalla razza" in un periodo storico in cui la maggior parte dei sacerdoti della sua provincia erano bianchi. Queste tre figure sono state essenziali per indirizzarlo verso la scelta definitiva, che lo ha portato ad entrare così al St Augustine Major Seminary Mabanga nella contea di Bungoma, dove ha studiato filosofia e teologia.
Al termine del percorso, ha ricevuto l'ordinazione sacerdotale il 15 ottobre 1983 incardinandosi, ventisettenne, come presbitero della diocesi di Eldoret. Ha passato i dodici anni successivi a svolgere il servizio pastorale in diverse parrocchie, fino alla promozione all'episcopato.

### Ministero episcopale
Il 6 dicembre 1995, con la bolla Cum ad aeternam, papa Giovanni Paolo II ha eretto la diocesi di Kericho ricavandone il territorio dalla diocesi di Nakuru; contestualmente lo ha nominato, trentanovenne, primo vescovo della nuova diocesi. Ha ricevuto la consacrazione episcopale il 3 febbraio 1996, nella procattedrale del Sacro Cuore di Gesù a Kericho, per imposizione delle mani del cardinale Jozef Tomko, prefetto della Congregazione per l'evangelizzazione dei popoli, avendo come co-consacranti il cardinale Maurice Michael Otunga, arcivescovo metropolita di Nairobi, e monsignor Cornelius Kipng'eno Arap Korir, vescovo di Eldoret; ha preso possesso della diocesi durante la stessa celebrazione. Come suo motto episcopale ha scelto Radicentur in Christo, che tradotto vuol dire "Radicati in Cristo".
Il 22 marzo 2003 il pontefice lo ha trasferito, quarantaseienne, come vescovo di Homa Bay; era amministratore apostolico della medesima sede dal 20 febbraio 2002, giorno delle dimissioni del vescovo Linus Okok Okwach a soli quarantanove anni. Ha preso possesso della diocesi durante una cerimonia svoltasi nella cattedrale di San Paolo ad Homa Bay il 23 maggio seguente.
Il 15 novembre 2007 si è recato in Vaticano, assieme ad altri membri dell'episcopato keniota, per la visita ad limina apostolorum, allo scopo di discutere con il pontefice della situazione e dei problemi relativi alla sua diocesi.
Il 16 aprile 2015 si è recato nuovamente in visita ad limina, mentre il 25 novembre successivo ha accolto papa Francesco a Nairobi durante il suo viaggio apostolico in Kenya, Uganda e Repubblica Centrafricana (25 – 30 novembre). Lo stesso anno è stato eletto presidente della Conferenza dei vescovi cattolici del Kenya succedendo al cardinale John Njue, arcivescovo metropolita di Nairobi; ha terminato il proprio mandato cinque anni dopo, quando gli è subentrato Martin Musonde Kivuva, arcivescovo metropolita di Mombasa.
Il 15 novembre 2018 il papa lo ha promosso, sessantaduenne, arcivescovo metropolita di Kisumu; è succeduto al settantaseienne Zacchaeus Okoth, dimissionario per raggiunti limiti d'età dopo ben trent'anni di governo pastorale. Ha preso possesso dell'arcidiocesi durante una cerimonia svoltasi nella cattedrale di Santa Teresa di Lisieux a Kisumu il 12 gennaio 2019; il 29 giugno successivo, giorno della solennità dei Santi Pietro e Paolo, si è recato presso la basilica di San Pietro in Vaticano, dove il pontefice gli ha consegnato il pallio, simbolo di comunione tra la Santa Sede e il metropolita, che gli è stato imposto in una celebrazione successiva. Inoltre è rimasto amministratore apostolico di Homa Bay dal giorno del suo trasferimento fino all'ingresso del successore Michael Otieno Odiwa, avvenuto il 9 febbraio 2021.
Il 28 ottobre 2021 papa Francesco lo ha trasferito, sessantacinquenne, come arcivescovo metropolita di Nairobi; è succeduto al cardinale John Njue, dimessosi per raggiunti limiti d'età il 4 gennaio precedente dopo tredici anni di governo pastorale. Ha preso possesso dell'arcidiocesi il 20 novembre successivo.

## Genealogia episcopale
La genealogia episcopale è:
- Cardinale Scipione Rebiba
- Cardinale Giulio Antonio Santori
- Cardinale Girolamo Bernerio, O.P.
- Arcivescovo Galeazzo Sanvitale
- Cardinale Ludovico Ludovisi
- Cardinale Luigi Caetani
- Cardinale Ulderico Carpegna
- Cardinale Paluzzo Paluzzi Altieri degli Albertoni
- Papa Benedetto XIII
- Papa Benedetto XIV
- Papa Clemente XIII
- Cardinale Enrico Benedetto Stuart
- Papa Leone XII
- Cardinale Chiarissimo Falconieri Mellini
- Cardinale Camillo Di Pietro
- Cardinale Mieczysław Halka Ledóchowski
- Cardinale Jan Maurycy Paweł Puzyna de Kosielsko
- Arcivescovo Józef Bilczewski
- Arcivescovo Bolesław Twardowski
- Arcivescovo Eugeniusz Baziak
- Papa Giovanni Paolo II
- Cardinale Jozef Tomko
- Arcivescovo Philip Arnold Subira Anyolo